# الحزب الإسلامي الديمقراطي (المالديف)
الحزب الإسلامي الديمقراطي (IDP) هو حزب سياسي إسلامي في جزر المالديف. في 2 حزيران / يونيو 2005 صوت البرلمان بالإجماع على السماح بعمل الأحزاب السياسية في جزر المالديف. بعد ذلك قدم الحزب تسجيله وتم تسجيله رسميا في 12 ديسمبر / كانون الأول 2005. الأعضاء المؤسسون هم عمر نصير ومحمد حنيف وأحمد عناز ومحمد إبراهيم ديدي وعبد الله وحيد ومحمد حسن مانيك.
عمر نصير كان ضابط شرطة محترم من قبل رؤسائه ومعاونيه على حد سواء. تدرب في المملكة المتحدة وفي بلدان أخرى. وهو يعمل في شركة أمنية تسمى Alarms Pvt Ltd. وكذلك Whale Submarine، وهي غواصة سياحية لهواة يبحثون عن عالم جزر المالديف تحت الماء.
كان محمد حنيف ضابط شرطة استقال من الجيش وبدأ مسيرته السياسية. وهو معروف جيدا بين الملديفيين بالشخص الذي نظم ضربتين ضد الرئيس إبراهيم ناصر في عام 1975.

## وصلات خارجية
- (في الديفيهي) الموقع الرسمي